# Shuvinai Ashoona
Shuvinai Ashoona (1961)  es una artista inuit  quien trabaja principalmente en dibujo. Es conocida por sus dibujos detallados a bolígrafo y a lápiz que describen paisajes del norte y contemporáneos de la vida inuit.

## Biografía
Nació en 1961 en Cabo Dorset, Nunavut de una familia de artistas celebrados. Su padre Kiawak Ashoona era escultor, su madre Sorosilooto Ashoona una artista gráfica y su abuela Pitseolak Ashoona una de las más aclamadas artistas inuit de su generación. También está relacionada con artistas como Napatchie Pootoogook, su tía, y Annie Pootoogook, su primo, con quien fue seleccionada para participar en Oh, Canadá un escaparate de artistas canadienses contemporáneos curada por Denise Markonish y desarrollado en el Museo de Massachusetts de Arte Contemporáneo en mayo de 2012.

## Carrera artística

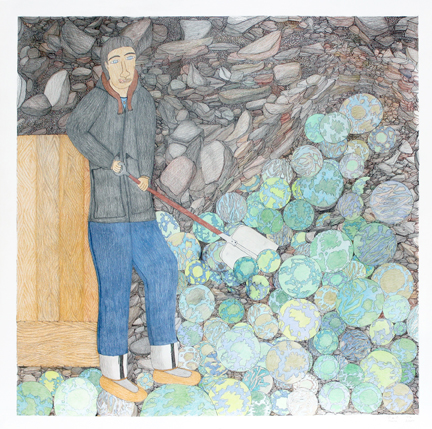
Paleando los mundos adquirido por la Galería de Arte de Ontario en 2013

Sus dibujos son a veces arraigados en la naturaleza, aunque en otros tiempos dibujaba de imaginación, creando un claustrofóbico efecto denso. Recurrentemente sus imágenes incluyen la forma de huevo; el kudlik, lámpara de aceite de hulla; y el ulu, el cuchillo de mujeres de ronda; y ocasionalmente aparecen acontecimientos o imágenes históricos, como la nave Nascopie de abastecimiento, el cual traía bienes y personas a Cabo Dorset hasta su hundimiento en 1947. Establecer el trabajo de Ashoona aparte de los artistas inuit antes de ella es un reflejo de la mezcla de la vida moderna y tradicional en Nunavut.
Sus primeros dibujos en los archivos Kinngait de Estudios — el internacionalmente y renombrado estudio de impresión fundado por la Cooperativa del oeste Baffin Eskimo en 1959 — fecha de alrededor 1993. Sus primeros trabajos eran pequeños, de paisajes detallados, dibujos monocromáticos, a menudo describiendo terrenos pedregosos, poblados con perspectivas aéreas. Su primera exposición importante fue Tres Mujeres , Tres Generaciones: Dibujos por Pitseolak Ashoona, Napatchie Pootoogook y Shuvinai Ashoona en el McMichael Fondo de arte canadiense en Kleinburg, Ontario.
Empezó a utilizar color en sus dibujos a principios de los 2000s, retratando figuras humanas, sus refugios, y herramientas dentro de gráficos, imponiendo topografías, que se ve en la Composición de trabajo (Sewage Truck) (2007-8) en la Samuel y Esther Sarick Colección de la Galería de Arte de Ontario.  Su obra se exhibió en Arte Basilea en 2009, a la par con el artista de Saskatchewan John Noestheden, y en la Galería Justina M. Barnicke en la Universidad de Toronto, con el artista basado en Toronto Shary Boyle.
En 2009 Ashoona empezó a trabajar con motivos de mundos, dibujando humanos, animales, y figuras híbridas que interaccionan con planetas azules y verdes dentro de fantásticos encuadres, siendo exhibidos en Shuvinai Mundo en Feheley Bellas artes en Toronto, en septiembre de 2012. Ha exhibido más frecuentemente con Feheley Bellas artes y la Marion Scott Galería en Vancouver.
Ashoona es el tema de la película documental Ruido de Fantasma, de 2010, dirigida por Marcia Connolly y tuvo la canción Walking in the Midnight Sun " dedicado por ella a su músico Kevin Hearn, a quién le pintó su guitarra.

## Otras lecturas
- Breaking New Ground: The Graphic Work of Shuvinai Ashoona, Janet Kigusiuq, Victoria Mamnguqsuuluk, and Annie Pootoogook. 19:3/4 (Fall/Winter). 2004. pp. 58-61.